# 约瑟夫·汉森 (社会主义者)
约瑟夫·勒罗伊·汉森（英語：Joseph Leroy Hansen；1910年6月16日—1979年1月19日）是美国的一个托洛茨基主义者，社会主义工人党的主要领导人之一。他出生于犹他州里奇菲尔德的一个贫困的摩爾門教工薪阶层家庭，祖籍挪威诺尔兰郡吕略市克维特韦尔岛，逝世于纽约。